# 절멸위급종

절멸위급종(critically endangered species, CR)는 현존하는 생물 중 멸종될 위기에 처한 상태에 있는 종 (species) 을 말한다. 국제 자연 보전 연맹이 정한 IUCN 적색 목록 중에 가장 위험도가 높은 종들을 말한다. 2014년 기준으로, 2464종의 동물 (213종의 포유류, 213종의 조류, 168종의 파충류, 525종의 양서류, 424종의 어류 등) 과 2104종의 식물계가 이 항목에 해당하며, 이는 1998년의 854가지의 동물종과 909가지의 식물종에 비해 확연한 증가를 보이고 있다.
단 절멸위급종에 해당하는 동식물의 경우, 멸종으로 판명이 되기 전에 충분한 현장 조사를 받아야 하기 때문에 이미 실제로는 멸종이 되었어도 적색목록에는 여전히 위급종으로 분류가 되어 있는 경우도 있을 수 있다. 절멸위급종의 예로는 실러캔스 등이 있으며, 구체적인 절멸위급종의 목록은 세계 자연 기금 등의 홈페이지에서 찾아 볼 수 있다.

## 원인
현재의 멸종 위기는 자연 멸종 속도보다 빠른 속도로 멸종 속도가 나타나고 있다. 이는 기후 변화와 생물 다양성의 손실에 대한 인간의 영향으로 인해 크게 인정되었다. 이는 종에 스트레스를 주거나 동물 개체군을 멸종시킬 수 있는 자연적인 힘과 함께 발생한다.
현재 종 멸종의 가장 큰 원인은 서식지 손실을 초래하는 인간 상호 작용이다. 종은 생존에 필요한 자원을 서식지에 의존한다. 서식지가 파괴되면 개체수는 감소하게 된다. 서식지 손실을 초래하는 활동에는 오염, 도시화, 농업이 포함된다. 식물과 동물이 멸종 위기에 처하게 되는 또 다른 이유는 침입종의 유입 때문이다. 침입종은 토착생물과 경쟁하기 위한 방법으로 천연자원을 확보하기 위해 새로운 서식지를 침입하고 이용하여 결국 그 서식지를 차지한다. 이로 인해 자생종이 멸종되거나 멸종 위기에 처하게 되어 결국 멸종될 수도 있다. 식물과 동물도 질병으로 인해 멸종될 수 있다. 질병이 새로운 서식지에 유입되면 질병이 토종 종들 사이에 퍼질 수 있다. 질병에 대한 친숙성이 부족하거나 저항력이 거의 없기 때문에 토착종은 멸종될 수 있다.